# Unter Feinden – Walking with the Enemy
Unter Feinden – Walking with the Enemy (Originaltitel: Walking with the Enemy) ist ein US-amerikanisches historisches Filmdrama um Pinchas Tibor Rosenbaums Erlebnisse im Königreich Ungarn  während des Zweiten Weltkriegs, das vom Regisseur Mark Schmidt im Jahr 2013 verfilmt wurde. Durch den Film wird dem Zuschauer die Geschichte Ungarns im Zweiten Weltkrieg aus der Sicht des Juden Pinchas Rosenbaums (im Film als Elek Cohen) zuteil.

## Handlung
Am Vorabend der deutschen Invasion in Ungarn im Jahr 1944, als die Präsenz der Nazis und die antisemitischen Gesetze in Budapest zunehmen, schickt der jüdische Funkwerkstattbesitzer Jozsef Grünberg die beiden jungen Männer, die für ihn arbeiten, Elek Cohen und Ferenc Jacobson, von der Hauptstadt zurück in ihre Heimat aufs Land. Sie erhalten gefälschte Taufurkunden von einem katholischen Priester und fordern ihre Familien auf, diese zu benutzen, um aus Ungarn zu fliehen. Sie selbst werden gezwungen, in den ungarischen Arbeitsdienst einzutreten und erleben, wie andere jüdische Männer brutal behandelt und erschossen werden, wenn sie der Arbeitsbelastung nicht mehr standhalten können.
In der Zwischenzeit leitet Carl Lutz das Schweizer Diplomatenbüro im Glashaus in Budapest. Angeblich kann jeder mit einem Schweizer Pass Ungarn sicher in die Schweiz verlassen. Er erhielt die Erlaubnis, 8000 Ausweise an einzelne Juden auszustellen, aber interpretierte diese als Familienausweise, sodass er Ausweise entsprechend kopierte.
Als Elek und Ferenc aus dem Arbeitsdienst nach einem Angriff der Alliierten fliehen können, finden sie ihren Weg zurück nach Hause und erfahren, dass ihre Familien deportiert wurden, bevor sie aus dem Dorf fliehen konnten. So ist das Haus von Ferencs Familie mittlerweile von anderen Einwohnern besetzt, und in Eleks Haus ist das Interior zerstört. Er stößt aber auf die Schweizer Pässe, die zurückgelassen wurden. Daraufhin gehen die beiden Männer zurück nach Budapest.
Dort verhandelt Staatspräsident Miklós Horthy heimlich mit Stalin über einen Waffenstillstand mit den Alliierten. Doch der NS-Staat erfährt davon, sodass die Nazis unter Otto Skorzeny seinen Sohn entführen, seine Residenz, die Budaer Burg zerstören und er seinen Sturz durch die Machtübernahme der faschistischen Pfeilkreuzler, angeführt von Ferenc Szálasi, welcher den Nazis bei der Razzia nach Juden hilft, erleben muss.
Dadurch angetrieben, fangen Elek und Ferenc an, alles in ihrer Macht Stehende zu tun, um jüdische Familien zu retten. Bevor sich die Nazis auf die Beseitigung der Juden aus Ungarn konzentrierten, trifft Elek ein jüdisches Mädchen namens Hannah. Eines Abends folgen ihr zwei betrunkene SS-Offiziere von der Straße bis zu ihrer Wohnung, wo sich viele Juden, darunter Elek, verstecken. Dort angekommen, erschießen die Offiziere Hannahs Vater und drohen, alle umzubringen, sollten sie die Vergewaltigung an Hannah stören.
Doch kann Elek die beiden töten, bevor sie Hannah vergewaltigen können und es entwickelt sich eine Beziehung zwischen den beiden. Später graben Elek, der fließend Deutsch spricht, und Ferenc die Leichen der Nazioffiziere aus und nehmen die Uniformen, um sich als Nazioffiziere auszugeben. Unter dem Vorwand eines Verhörs oder eines geänderten Einsatzbefehls können sie nach und nach viele Juden vor den Pfeilkreuzern und der Deportation retten, indem sie diese in der schweizerischen Botschaft und einem Kloster unterbringen. Von dort machen sich die Juden mithilfe der Schweizer Pässe auf den Weg Richtung Schweiz. Doch wird ein SS-Offizier zunehmend misstrauisch und es kommt zu einer Situation, in der Elek in seiner Rolle aufzufliegen droht, als der Offizier auf ihn schießt. Kurzerhand wird dieser Offizier, ohne sich weiter erklären zu können, warum er auf einen vermeintlichen Kameraden schießt, von einem höherrangigen Offizier selbst erschossen – und Elek überlebt.
Es ist 1957. Elek ist nach New York ausgewandert und wird auf der Hochzeit seines Adoptivsohnes gezeigt.

## Abspann bzw. Hintergrund
Der Abspann beschreibt, vor den Credits, die weitere Entwicklung der Personen (übersetzt) sowie Motive für den Film: „Dieser Film wurde vom Mut von Pinchas Rosenbaum inspiriert, dessen Pässe und Rettungsmissionen Tausende von Menschenleben retteten. Seine Familie wurde in Auschwitz zusammen mit 500.000 ungarischen Juden ermordet. SS-Oberstleutnant Otto Skorzeny ergab sich der US-Armee und starb 1975. Dieter Wisliceny wurde 1948 wegen Kriegsverbrechen und Ferenc Szalasi wurde 1946 wegen Kriegsverbrechen und Hochverrat gehängt. Adolf Eichmann floh nach Argentinien und wurde später von israelischen Agenten gefangen genommen. Er wurde wegen Verbrechen gegen die Menschlichkeit verurteilt und 1962 erhängt. Miklos Horthy und sein Sohn wurden bis nach dem Krieg in deutschen Gefängnissen festgehalten. Carl Lutz gründete die Schweizer Legion (Das Glashaus) und wird für das Leben geehrt, das er gerettet hat. Er starb 1976. Nach dem Krieg sprach Rosenbaum selten von seinen Taten. Er starb 1980 und seine Frau 2010. Sie hinterlassen drei Kinder. 2005 wurde in Budapest mit den Schuhen am Donauufer ein Denkmal zu Ehren der Opfer des Nazi- und Pfeilkreuz-Terrors eingeweiht.“

## Rezeption
Auf Rotten Tomatoes erhielt der Film bei 37 Rezensionen eine durchschnittliche Bewertung von 46 Prozent.